# Adventskalender

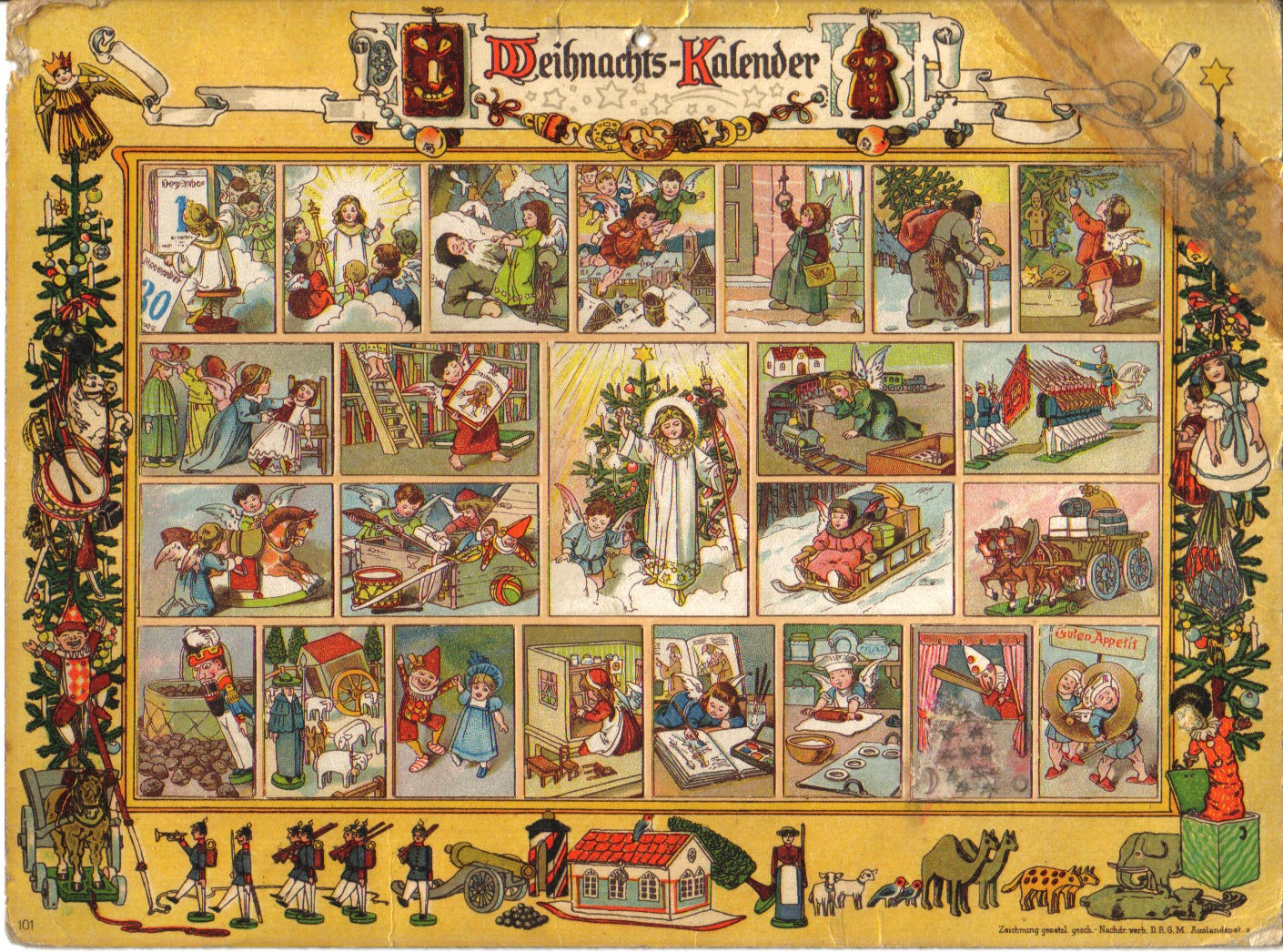
Voorbeeld van een adventskalender

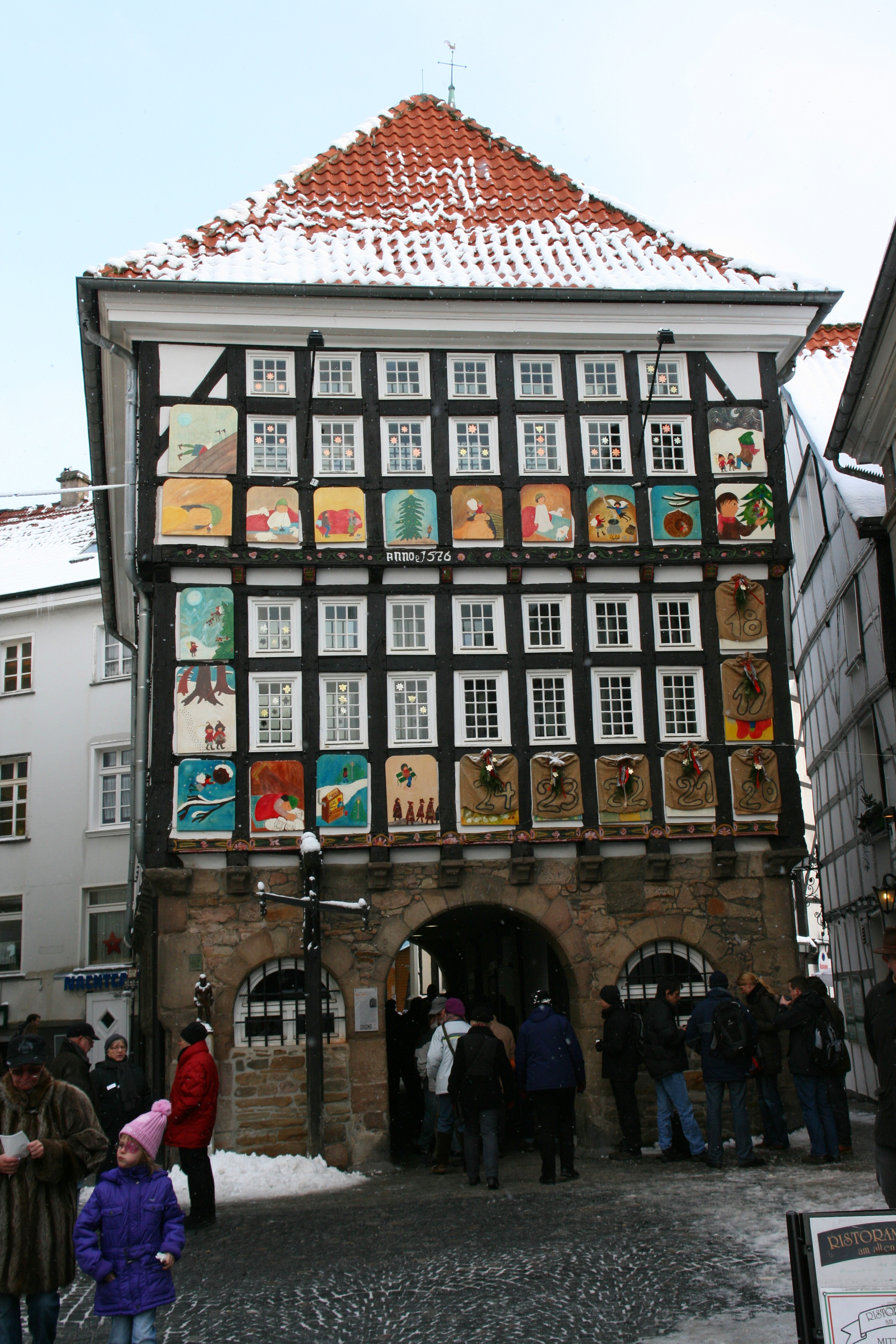
Het Altes Rathaus in Hattingen is versierd als een adventskalender

Het gebruik van een adventskalender is een traditie die stamt uit de 19e eeuw. Het is een hulpmiddel om in de adventstijd in huiselijke kring toe te leven naar Kerstmis, een belangrijk christelijk feest. De adventskalendertraditie is van oudsher in Duitsland en Oostenrijk het sterkst aanwezig. Omdat tijd een abstracte grootheid is en vooral voor kinderen slecht te bevatten is, begonnen ouders rond 1840 wegen te bedenken om de tijd tot de kerst voor hun kinderen voelbaar te maken en het speciale en feestelijke karakter van de adventstijd te accentueren.
Advent is in het christendom de benaming voor de periode voor kerst. De naam advent komt van het Latijnse woord adventus, dat komst betekent. In de adventsperiode bereiden christenen zich voor op het kerstfeest. De adventstijd duurt maximaal vier zondagen.  
De kalenders worden geproduceerd in verschillende vormen en maten. Ze bevatten luikjes waarvan er elke dag een, of in uitzonderlijke gevallen meerdere, wordt geopend. Meestal kan er in de vakjes wat chocola of een andere lekkernij worden gevonden voor kinderen. Er zijn ook kalenders die zich meer op volwassenen richten, de vakjes zijn dan vaak voorzien van spreuken of foto's. De adventskalender start jaarlijks op 1 december en eindigt op kerstavond. Daarnaast bestaan er ook digitale adventskalenders voor op de computer, smartphone of tablet. Deze bestaan uit 24 genummerde vakjes. Op 1 december worden deze geactiveerd en kan er elke dag op zo'n vakje worden geklikt of getikt waarna er een al dan niet bewegend plaatje verschijnt, soms gepaard met een geluidseffect. Ook kan er dan een quizvraag, spelletje, puzzel of een leuke tekst verschijnen. Alle uitvoeringen hebben gemeen dat ze de resterende dagen tot Kerstmis aftellen, meestal zijn dat er 24. In die zin heeft de adventskalender dezelfde functie als de adventskrans. De adventsperiode begint officieel op de zondag die het dichtst bij 30 november valt en eindigt op 24 december bij het avondgebed.
De adventskalender zoals we die nu kennen, komt voornamelijk uit Duitsland. Daar worden ieder jaar meer dan 80 miljoen adventskalenders geproduceerd. Daarvan worden er 50 miljoen direct in Duitsland verkocht. De rest van de adventskalenders wordt afgezet in Zwitserland, Oostenrijk en sinds enkele jaren vinden de adventskalenders ook hun weg naar Nederland. De adventskalender met chocolade is veruit de bestverkochte variant, gevolgd door de variant met alleen snoepgoed. Steeds meer gerenommeerde merken brengen aan het einde van het jaar een adventskalender op de markt.

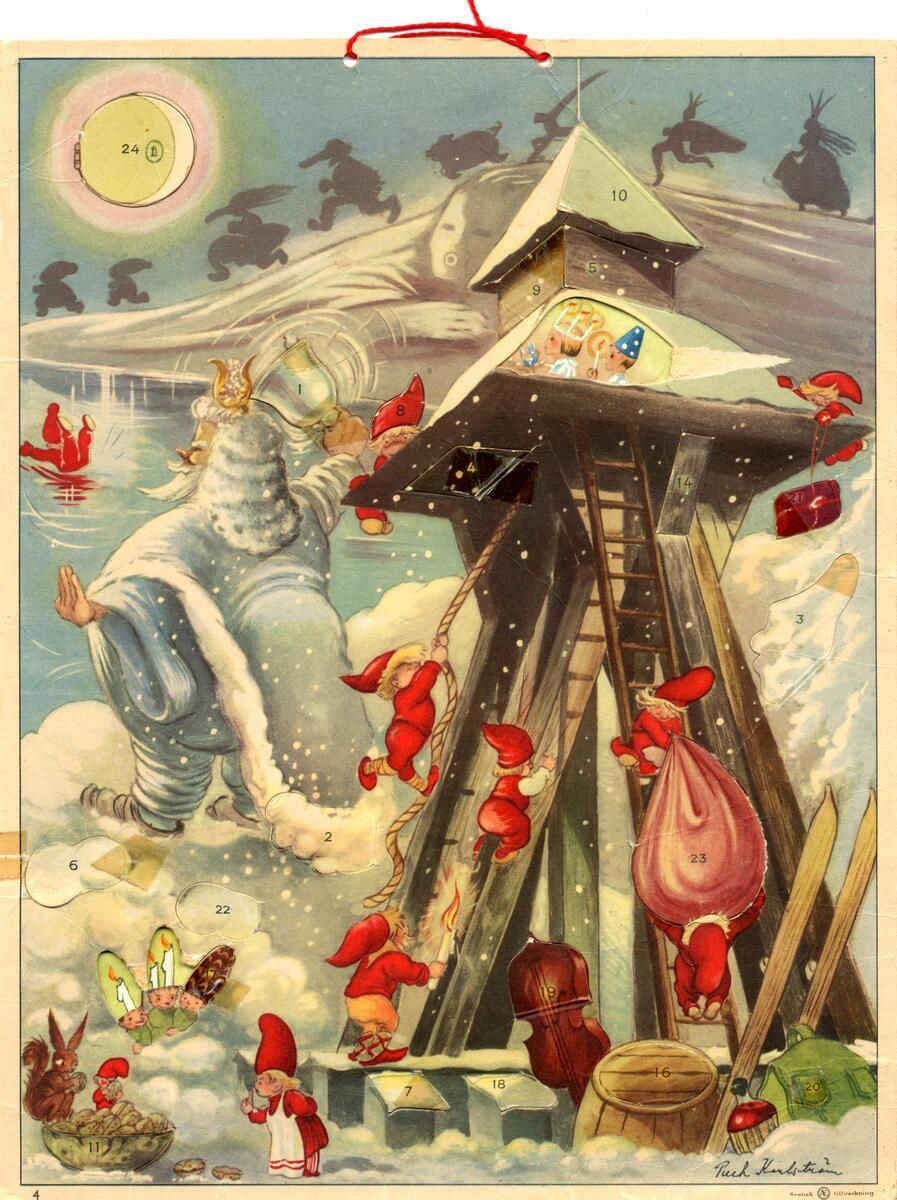
Adventskalender met klokkentoren in een winterlandschap met elfjes
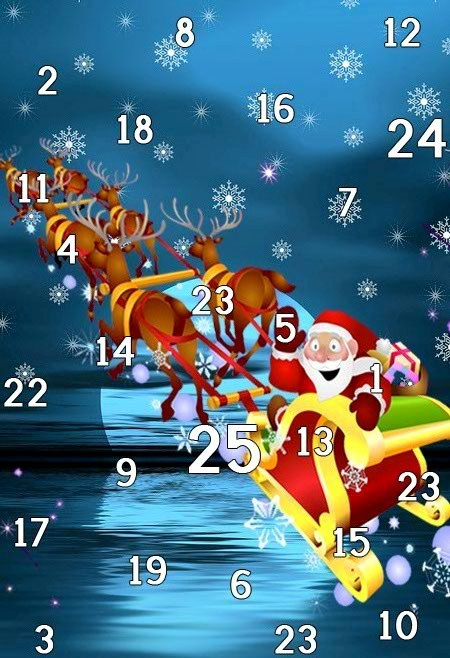
De kerstman met zijn arrenslee en rendieren op een adventskalender
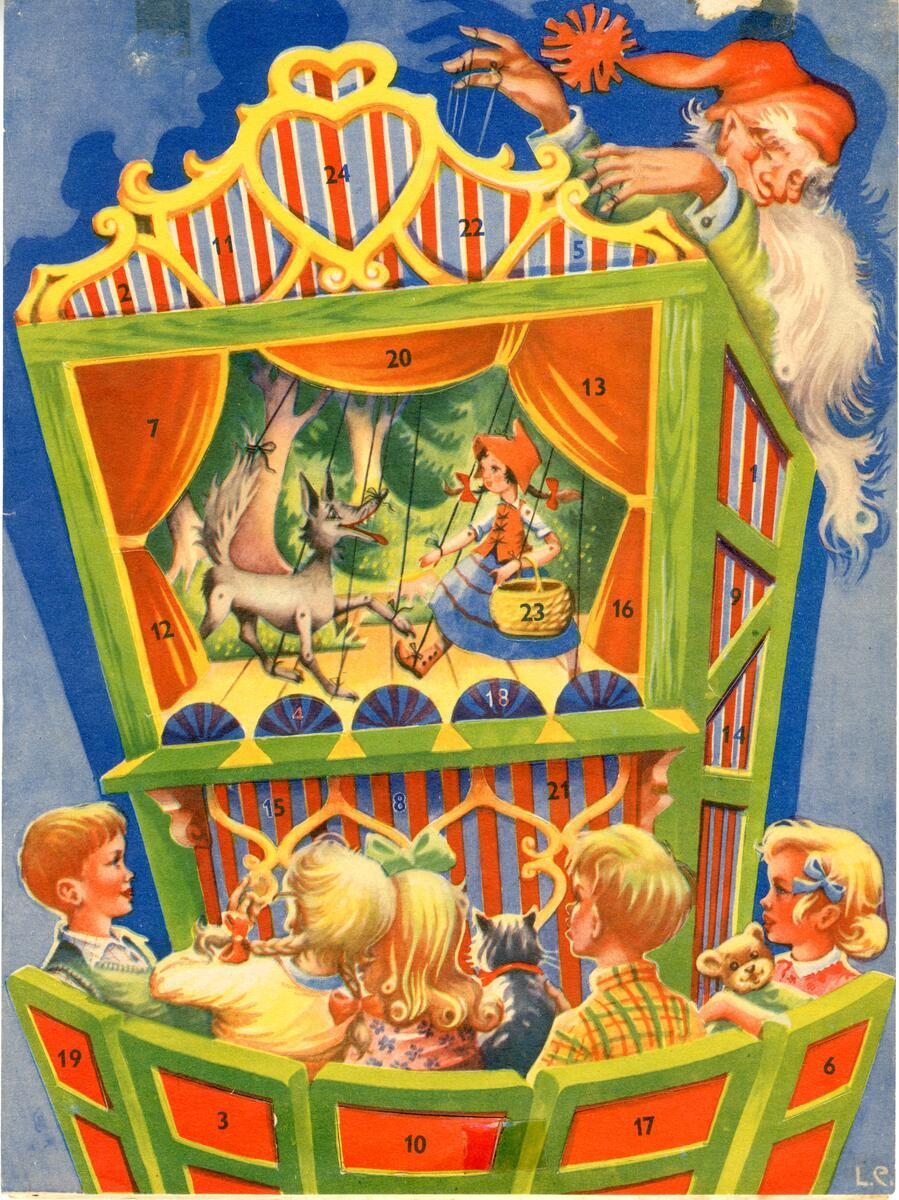
Een Julkalender (voor joelfeest) in het Gotlands museum